# طالب آملي
طالب آملي (1580 - 1626 هـ) هو من أدباء وشعراء إيران من أهل آمل.

## آثاره
ديوان شعر و منظومة «دیوان شعر».